# El niñero
El niñero es una serie de televisión web mexicana de comedia creada por Carolina Rivera. Está protagonizada por Sandra Echeverría e Iván Amozurrutia. La primera temporada que consta de diez episodios se estrenó el 24 de diciembre de 2023, ocupando el top 10 de contenido más visto en México en la plataforma. Una segunda temporada fue anunciada en marzo de 2024. La serie gira en torno a Gabriel (Amozurrutia), un joven ranchero que se infiltra en la casa de Jimena (Echeverría) para poder obtener información de quienes están detrás de todas las amenaza que recibe su papá; por lo que se convierte en el niñero de los hijos de Jimena.la segunda temporada se estrenó el 18 de diciembre de 2024

## Reparto
- Sandra Echeverría como Jimena[1]
- Iván Amozurrutia como Gabriel[1]
- Diana Bovio como Brenda[1]
- José María Torre como Joaquín[1]
- Anthony Giuletti como Leo[1]
- Alexander Tavizon como Santiago[1]
- Cassandra Iturralde como Sofía[1]
- Moisés Arizmendi como Rogelio[1]
- Eugenio Montessoro como Ernesto[1]
- Juan Pablo Blanc como Abel

## Episodios

### Temporada 1 (2023)
| N.º | Título                             | Fecha de lanzamiento original |
| --- | ---------------------------------- | ----------------------------- |
| 1   | «Sí se puede cambiar al mundo»     | 24 de diciembre de 2023       |
| 2   | «El ratón de los dientes»          | 24 de diciembre de 2023       |
| 3   | «El valor de un like»              | 24 de diciembre de 2023       |
| 4   | «Gallos de pelea»                  | 24 de diciembre de 2023       |
| 5   | «Lobos, oveja, cerdos y magos»     | 24 de diciembre de 2023       |
| 6   | «Triunfos robados»                 | 24 de diciembre de 2023       |
| 7   | «Manita de puerco»                 | 24 de diciembre de 2023       |
| 8   | «Cuando te toca, aunque te quites» | 24 de diciembre de 2023       |
| 9   | «Se le juntó el ganado»            | 24 de diciembre de 2023       |
| 10  | «Cambiar el mundo»                 | 24 de diciembre de 2023       |